# Nicholas Harrison
 Nicholas Harrison  (Melbourne, 18 oktober 1970) is een Australisch atleet, die is gespecialiseerd in de marathon. Eénmaal nam hij deel aan de Olympische Spelen, maar bleef medailleloos.

## Biografie
Hij nam tweemaal deel aan de marathon bij de wereldkampioenschappen atletiek. In 2001 (Edmonton) werd hij 23e en 2003 (Parijs) werd hij 51e.
Op de Olympische Spelen van 2004 in Athene nam Harrison deel aan de olympische marathon. In een tijd 2:21.42 eindigde hij op een 45ste plaats. Het jaar erop won hij de marathon van Melbourne.

## Persoonlijke records
| Onderdeel      | Prestatie | Datum            | Plaats    |
| -------------- | --------- | ---------------- | --------- |
| 5000 m         | 13.58,19  | 25 februari 1999 | Melbourne |
| 10.000 m       | 29.20,51  | 14 december 2002 | Melbourne |
| halve marathon | 1:05.55   | 18 april 2004    | Geelong   |
| marathon       | 2:10.22   | 2 februari 2003  | Oita      |

## Palmares

### 5000 m
- 2000:  Victoria State League - 14.01,10

### 10 km
- 2001: 4e Flemington Road Race - 29.48
- 2004: 4e Victorian in Sandown - 29.35
- 2005: 5e Victorian in Melbourne - 30.02

### 15 km
- 2001:  Albert Park Road Race in Melbourne - 44.31,7
- 2001:  Victorian Championships in Melbourne - 44.59,8
- 2003:  Albert Park Road Race in Melbourne - 45.00,2

### halve marathon
- 2004: 21e halve marathon van Gold Coast - 1:10.13

### marathon
- 2000: 11e marathon van Sydney - 2:22.06
- 2001: 13e marathon van Oita - 2:15.17
- 2001: 23e WK - 2:23.24
- 2002: 14e marathon van Tokio - 2:17.24
- 2003:  marathon van Oita - 2:10.22
- 2003: 51e WK - 2:20.16
- 2004: 45e OS - 2:21.42
- 2005: 26e marathon van Berlijn - 2:21.45
- 2005:  marathon van Melbourne - 2:23.30

### veldlopen
- 1999: 131e WK lange afstand in Belfast (12 km) - 47.30
- 2005:  Victorian Crosscountry Championships (16 km) - 51.34